# Alfredo Caronia
| 25602 Ucaronia      | 2 gennaio 2000 |
| 27270 Guidotti      | 2 gennaio 2000 |
| 42614 Ubaldina      | 2 marzo 1998   |
| 100897 Piatra Neamt | 5 maggio 1998  |

Alfredo Caronia (...) è un astronomo italiano.
Lavora all'Osservatorio astronomico della Montagna pistoiese.
Il Minor Planet Center gli accredita la scoperta di quattro asteroidi, effettuate tra il 1998 e il 2000, tutti in collaborazione con altri astronomi: Luciano Tesi e Andrea Boattini.